# Norra Älvsborgs länssjukhus

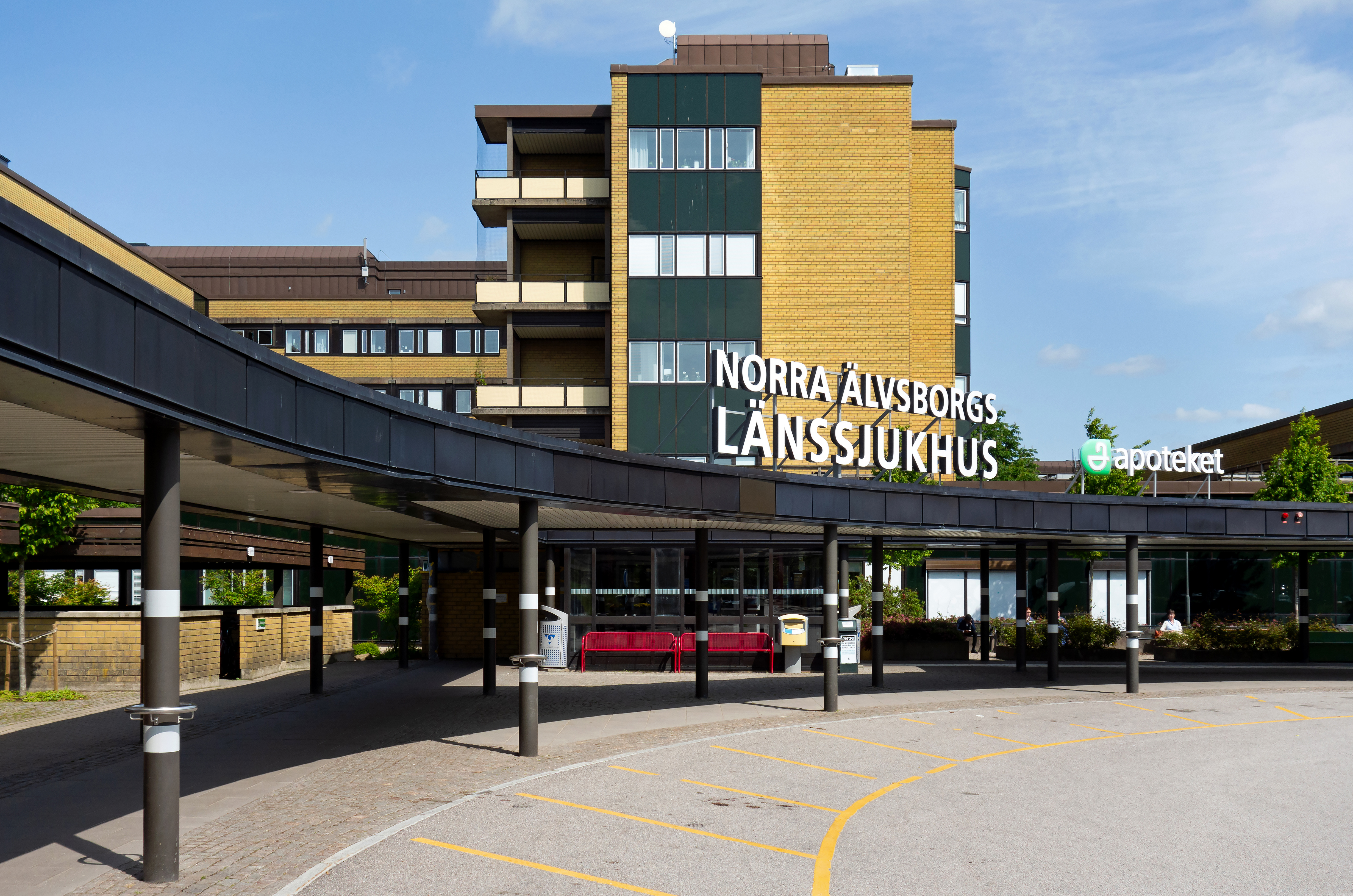
Huvudentrén

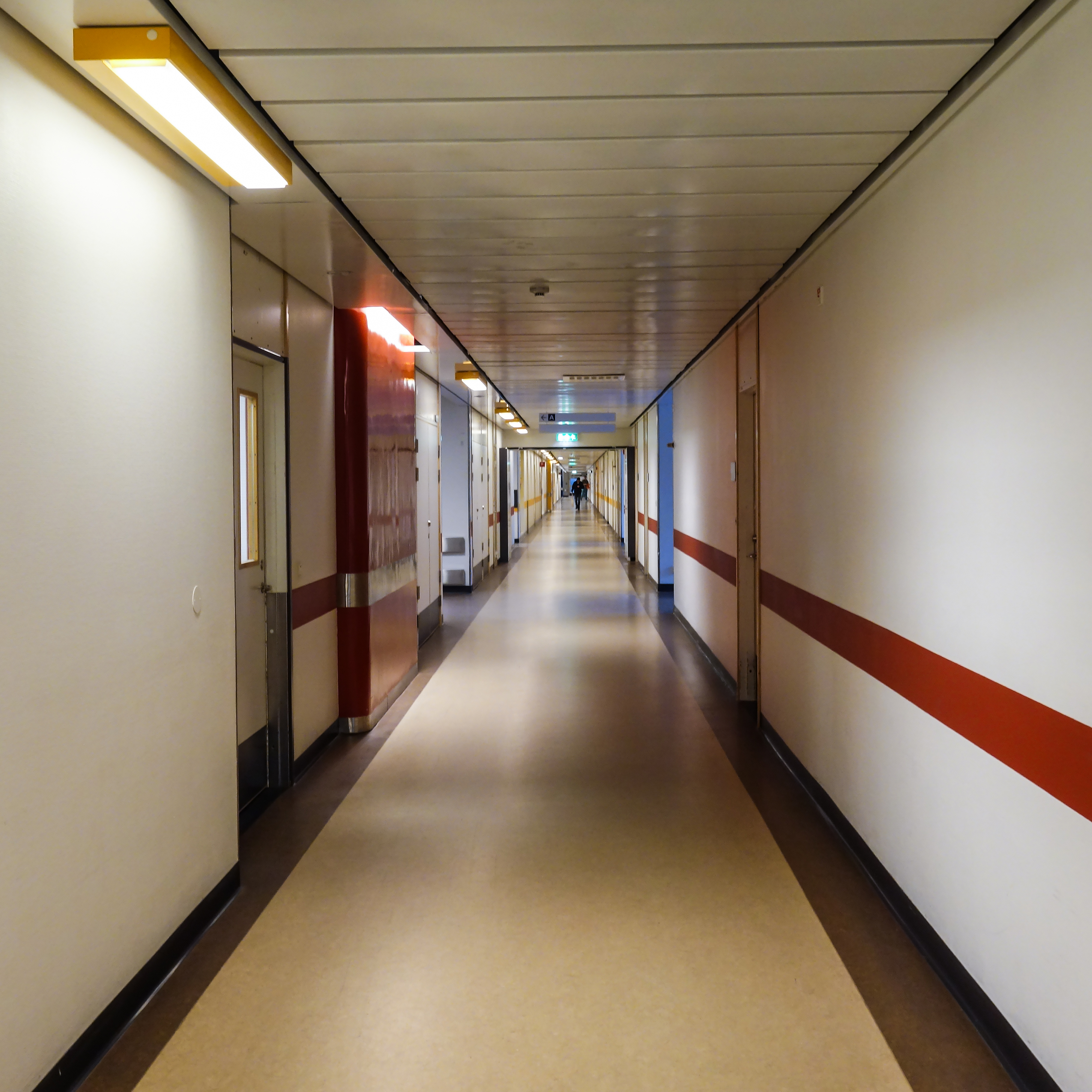
Korridor på plan 2

Norra Älvsborgs länssjukhus (numera Norra Älvsborgs lasarett), förkortat NÄL, är ett sjukhus som ligger vid Skogshöjden, cirka fem kilometer nordväst från Trollhättans centrum. 
NÄL är en del av NU-sjukvården.

## Bakgrund
Sjukhuset stod klart år 1988 och var då en sammanslagning mellan de båda sjukhusen i Trollhättan och Vänersborg.
Trots att Älvsborgs läns landsting uppgått i Västra Götalandsregionen och sjukhuset bytt namn från länssjukhus till lasarett, så kallas och skyltas det fortfarande Norra Älvsborgs länssjukhus. 

## Verksamhet
På sjukhuset arbetar cirka 2 900 personer, vilket gör det till en av de största arbetsplatserna i Trollhättans kommun.
Verksamheter finns för:

- akutsjukvård
- barnsjukvård
- barn- och ungdomspsykiatri
- intensivvård
- kirurgi
- klinisk fysiologi
- kvinnosjukvård
- käkkirurgi
- medicin
- operation
- ortopedi
- patologi
- radiologi
- vuxenpsykiatri
- öron-, näs- och halssjukvård.